# Pinjas Polonsky
Pinjas Polonsky (en ruso: Полонский Петр (Пинхас) Ефимович; en hebreo: פינחס פולונסקי‎; nacido el 1958 en Moscú) es un filósofo religioso israelí, investigador del judaísmo y activo educador entre la comunidad judía de habla rusa. Ha escrito libros originales y varias traducciones de obras sobre judaísmo.
Durante sus actividades clandestinas en Moscú (1977–1987), enseñó judaísmo y fue uno de los fundadores de Machanaim. Vive en Israel, es activista en el proceso de modernización del judaísmo y es investigador de los trabajos de  Rav Kook. Polonsky es el autor de un comentario sobre la Torá bajo el título "Dinámica bíblica". El Dr. Polonsky inició EJWika, una enciclopedia académica sobre temas judíos e israelíes. Constantemente esta publicando artículos en la prensa y  libros

## Biografía
Nació en Moscú en 1958 en una familia judía asimilada no religiosa , Estudiaba en la Escuela  Nº 7.de Física y Matemáticas de Moscú
Al acabar la escuela (1975), decidió irse a Israel, comenzó a estudiar (en secreto) hebreo, y luego la Torá y el judaísmo. Poco a poco llegó a la observancia de los mandamientos del judaísmo .
En 1975-1980 estudió en la Facultad de Matemáticas del Instituto Pedagógico Estatal de Moscú, donde recibió una maestría (MA) en matemáticas y pedagogía
Desde 1979 fue uno de los fundadores de la red de estudio clandestino de la Torá en Moscú. Publicó en Samizdat ( método manual fotográfico ) una serie de libros sobre fiestas judías y comentarios sobre la Torá.
Solicitó salir de la URSS para emigrar a Israel lo que se le denegó durante 7 años
En 1987 con el comienzo de la Perestroika, obtuvo permiso para abandonar la URSS y repatriarse a Israel .
En Israel, en 1988, junto con el grupo Mahanaim, se estableció en Maale Adumim,  desde 1991 hasta el presente vive en Beit El.

## Educación y trabajo académico
Inmediatamente después de su llegada en 1987, fue uno de los iniciadores de la creación de los "Mahanaim" en Israel, y hasta 2012 trabajó allí como profesor principal y editor en jefe.
En 1989-1990 estudió en la yeshiva "Harry Fischel Institute for Talmudic Research" en Jerusalén, convirtiéndose en un maestro certificado de judaísmo.
.En 1994-1997 estudió en la académica yeshivah "Beit Morasha" en Jerusalén (filosofía judía).
En 1995-1999 estudió en la Facultad de Judaísmo de la Universidad Bar-Ilan en Ramat Gan, recibiendo un segundo título académico (MA) en el estudio del Talmud y la tradición judía.
2002 Polonsky obtuvo un doctorado en sociología de la religión. Su tesis fue: "Conceptos sociológicos en las enseñanzas de R. Kook". Posteriormente, la disertación fue reconocida en Israel , traducida y publicada en inglés y hebreo.
.En el período de 1991 a 2012 enseñó el tema "Herencia judía" en ruso en la Universidad de Bar-Ilan.
.De 2012 a 2013, fue investigador principal en la Universidad de Ariel en Samaria [4]

## Serie de libros de oración con comentarios
Esta iniciativa lanzada por Pinjas Polonsky comenzó con una edición clandestina de Pesach Haggadah con comentarios en la década de 1980 en Moscú. La Haggadah se publicó como fotocopia  y se distribuyó en cientos de copias en Moscú y otras ciudades importantes de la antigua Unión Soviética. Esta Hagadah estaba destinada a enseñar como pasar un Seder emocionante y espiritual..
En Israel, Polonsky junto con Machanaim publicaron: un Siddur (libro de oración) con una traducción al ruso y comentarios titulados "Vrata Molitvy" [4] (Puertas de oración, que no deben confundirse con las Puertas de oración de la Reforma, el Libro de oración de la Nueva Unión "). Hasta el día de hoy sigue siendo el libro de oración más utilizado en ruso; una edición transliterada también está disponible); "Puertas de arrepentimiento" de Machzor para Rosh Hashaná y Iom Kipur; Hagadá de Pascua con comentarios; un libro titulado "Obligaciones de los vivos", sobre las leyes del luto, así como una serie de libros sobre costumbres y observancia festivas judías.

## Investigación del legado de Rav Kook
.En 1991, Polonsky se asoció con el Museo de la Residencia Hogar de Rav Kook en Jerusalén y con reconocidos conocedores de esta herencia (rabino Yaakov Filberruhe, rabino Menachem Bursteinruhe, rabino Johai Rodik, rabino Shlomo Aviner, rabino Yair Dryfus, rabino Reuven Fayerman, rabino Uri Sherki, profesor Shalom Rosenberg, Dr. Tamar Ross, Dr. Hagi Ben-Artsi, Dr. Reuven Mamo, preparó la publicación de una compilación de las obras de Rav Kook titulada "Tolerancia en la enseñanza de R. Kook".
Durante el curso de su investigación sobre la filosofía y el trabajo de Rav Kook, escribió y publicó un estudio (monografía) titulado "Rav Abraham Isaac Kook. Vida y enseñanza". En 2009, los capítulos principales del libro fueron traducidos y publicados en inglés  y en 2013 al hebreo .  Se convirtió en el primer libro sobre pensamiento religioso judío traducido del ruso al hebreo. El libro fue aprobado por varias autoridades rabínicas importantes sobre el tema de la filosofía de Rav Kook y fue recomendado por ellos para ser incluido en el currículum académico del sionismo religioso.

## Comentarios de la Torah "Dinámicas Bíblicas"
Una serie de libros que presentan un nuevo comentario a la Torá, basado en los conceptos cabalísticos de R I L Ashkenazi (Manitou) y en los nuevos hallazgos de R. Uri Sherki , que incluyeron los conceptos e interpretaciones originales del autor.
En 2014 se publicaron seis volúmenes: Comentarios a los dos primeros libros de la Biblia : Génesis y Éxodo .  Se espera que pronto aparezca un comentario completo sobre la Torá. Se planea una traducción al inglés..

## Otros trabajos
En 2009, Polonsky, entre otros, se convirtió en uno de los fundadores de una enciclopedia wiki académica sobre temas judíos e israelíes. El objetivo del proyecto es la publicación de información académicamente complementaria (para Wikipedia y otras fuentes) sobre el judaísmo, los judíos e Israel en Internet en ruso. .
.Polonsky es el iniciador y coordinador del proyecto "Preservar la memoria", cuyo propósito es preservar la memoria del movimiento clandestino judío-sionista en la URSS. También es el fundador del proyecto "Lucha contra el antisemitismo intelectual ".

## Filosofía y opiniones religiosas
Pinjas Polonsky se atribuye al ala radicalmente modernista del sionismo religioso, cuya esencia es la modernización ortodoxa del judaísmo; en otras palabras, una modernización activa con estricta adhesión a un enfoque judío ortodoxo.  En esto se ve a sí mismo como un seguidor de Rav Kook y un socio de R. Uri Sherki..
Polonsky apoya una integración de ideas universales en la religión creando una simbiosis saludable . Él ve la modernización de la religión como una absoluta necesidad religiosa y prerrequisito.  Él cree en la importancia religiosa de la ciencia, el arte, la democracia y otros valores seculares universales. Polonsky es un defensor de la iniciativa para introducir "un día de la ciencia" en los planes de estudio de la escuela secundaria israelí, para demostrar una sinergia productiva que se puede lograr combinando ciencia y religión ..
Polonsky es activo en la promoción de ideas y conceptos del noahidismo . [ cita requerida ]
Polonsky es un defensor del acceso y la oración en el Monte del Templo para los judíos. [ cita requerida ]
  Polonsky es el autor del concepto de "Tres etapas de la llegada del Mesías " (en oposición al enfoque de dos etapas, ampliamente aceptado por el sionismo religioso actual). [ cita requerida ]
  Introdujo el concepto de anti-fundamentalismo religioso; en otras palabras, una oposición al fundamentalismo religioso basada en los conceptos de " revelación continua y orgánica ". [ cita requerida ]

## Obras publicadas
- - "Relación     entre ideales y mandamientos en el judaísmo" (con Galina Zolotusky,     Gregory Yashgur y Raphael BenLevil). Conversaciones: un diario del     Instituto de Ideas e Ideales Judíos, número 31, primavera de 2018, Nueva     York. Páginas 54-79 https://www.jewishideas.org/article/relationship-between-ideals-and-commandments-judaism
  - "Rabino     Kook y la modernización del judaísmo". Conversaciones: A Journal of the Institute for     Jewish Ideas and Ideals, número 4, primavera de 2009, NY. https://www.jewishideas.org/article/rabbi-kook-and-modernization-judaism-0
  - Polonsky,     Pinjas (2009). Sionismo     religioso de Rav Kook (1ª ed.). Machanaim - Edu judío ruso. ISBN 978-9659144600. -     opus magnum
  - Polonsky,     Pinjas (2009). Dos     historias de la creación mundial. Antepasados (Volumen 1) . Plataforma de publicación     independiente CreateSpace. ISBN 978-1479161027.
  - Polonsky,     Pinjas (2010–2012). Dinámica     de los antepasados. Vol. 1-4 . Plataforma de publicación     independiente CreateSpace. ISBN 978-1463763251.
  - Polonsky,     Pinjas (2012). Dos     mil años juntos. Visión judía sobre el cristianismo . Plataforma     de publicación independiente CreateSpace. ISBN 978-1475267600.
  - Polonsky,     Pinjas (1987–1992). "Fiestas     judías": Historia y filosofía de las fiestas judías . Machanaim - Edu judío ruso. - 8 libros
  - Polonsky,     Pinjas (2012). Israel     y la humanidad: pensamientos extraídos de las enseñanzas de r. Kook,     por rav Cherki (1ª ed.). Plataforma de publicación independiente     CreateSpace. ISBN 978-1475267648.
  - "Puertas     de oración", un libro de oraciones con nueva traducción al ruso,     comentarios y explicaciones, 1994
  - Cursos     de video y audio sobre problemas del judaísmo
  - Guía     creativa de audio y video para la celebración de la Pascua (no menos de 30.000 copias)